# Лім Чжун Сон
Лім Чжун Сон (кор. 림중선, нар. 16 липня 1943) — північнокорейський футболіст, що грав на позиції захисника за клуб «Моранбонг», а також національну збірну КНДР.

## Клубна кар'єра
На клубному рівні грав за «Моранбонг».

## Виступи за збірну
Захищав кольори національної збірної КНДР. У її складі був учасником чемпіонату світу 1966 року в Англії, де виходив на поле в усіх іграх своєї команди, яка подолала груповий етап і вибула з боротьби, поступившись збірній Португалії, вже на етапі чвертьфіналів.